# Layli (lurische Puppe)

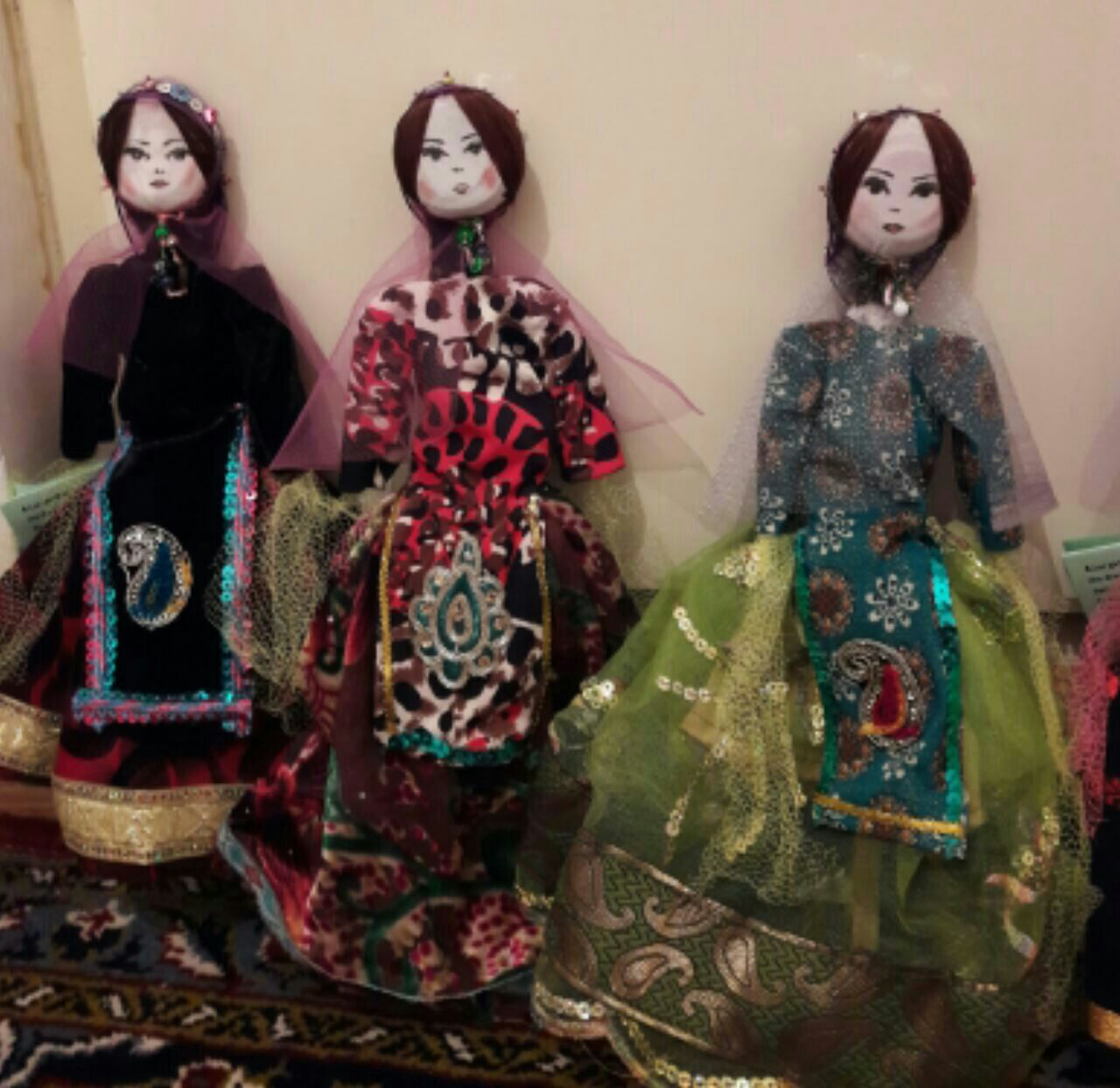
Layli-Puppen aus Mamasani, Iran

Layli, auch Leili oder Leyli (lurisch = Layli لَیلی), ist eine aufklappbare Tanzpuppe, die bei den Luren des Iran (vor allem Bachtiaren und der südlichen Luren) beliebt ist.

## Etymologie
Der Name Layli stammt aus der Nahost-Folklore und der Liebesgeschichte Madschnūn Lailā ab. Layli ist das Symbol der Geliebten, die geistig schön ist.

## Struktur und Funktion

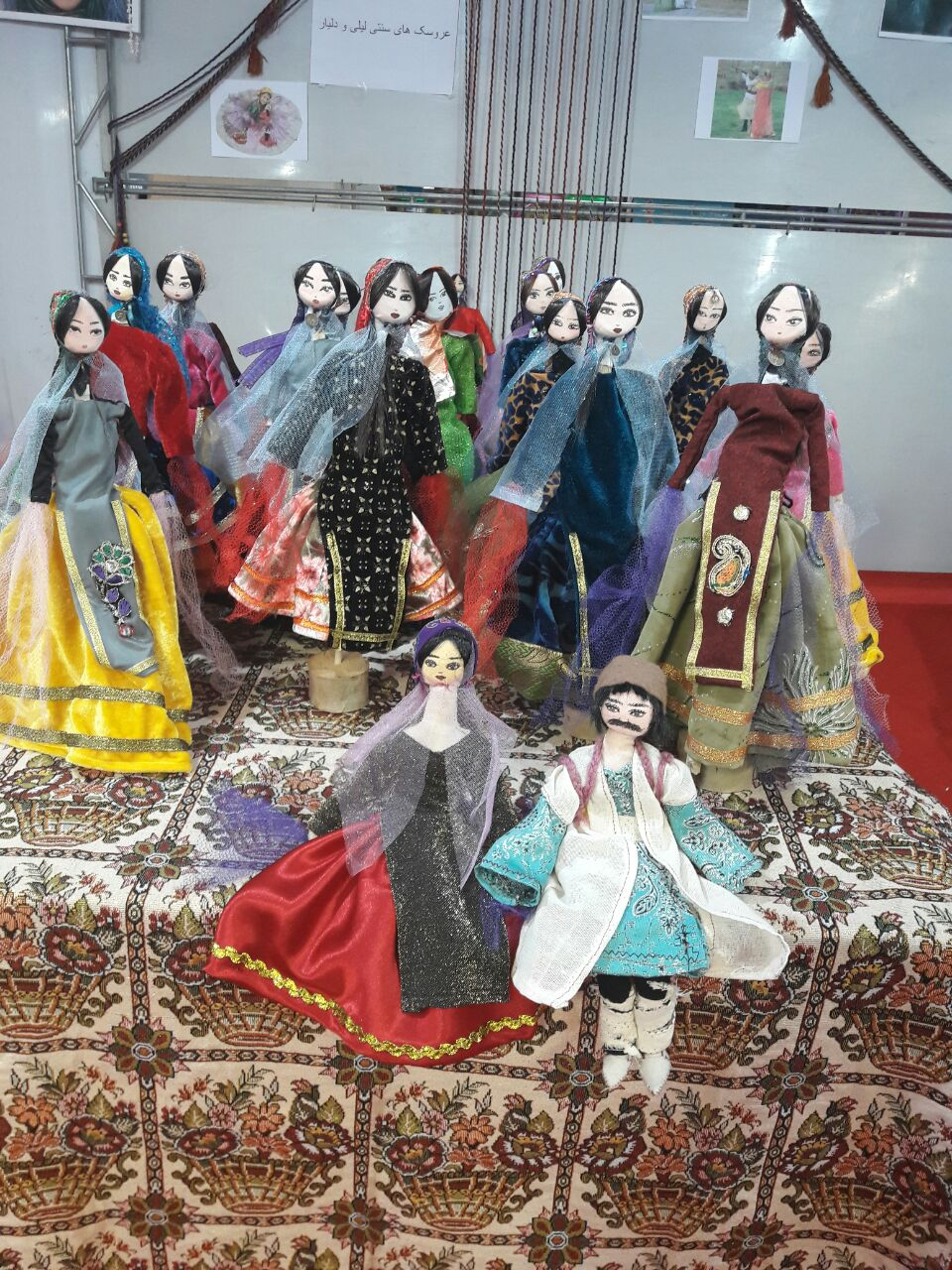

Kinder können die Puppen durch Ziehen einer Schnur, die an ihre Hände gebunden ist, tanzen lassen. Die Konstruktion dieser Scharnierpuppe ist einfach. Die Puppen haben stilisierte Gesichter, sie unterscheiden sich vor allem durch die Art ihrer Kleidung. Es werden natürliche Materialien verwendet, die zum Zweck der Verschönerung durch Pailletten, Glasperlen, Brokatborden oder farbige Bänder ergänzt werden. Puppen und Masken erlaubten es den einfachen Menschen, Dinge auszusprechen, die in der wirklichen Situation sanktioniert wurden. So kritisierten die Menschen zum Beispiel die Politik und die sozialen Bedingungen unter Ahmad Schah Kadschar durch das Puppenspiel, ohne Angst vor Strafe zu haben. Layli ist eine kulturelle Tradition, die allmählich im urbanen Leben im Iran verschwindet.